# Mustafa Adrisi
El General Mustafa Adrisi (c. 1922-28 de julio de 2013) fue vicepresidente de Uganda (1977-1978), y uno de los colaboradores más cercanos del presidente Idi Amin.

## Biografía
En 1978, después que Adrisi resultó herido en un sospechoso accidente de auto, las tropas leales a él se amotinaron. Amin envió tropas contra los amotinados, algunos de los cuales habían huido a través de la frontera con Tanzania, llevando finalmente a la Guerra Uganda-Tanzania. A finales de 1990, Mustafa Adrisi vivía tranquilamente en Arua, al oeste del Nilo, en una casa proporcionada por el gobierno de Uganda, y que había vuelto recientemente para completar su certificado de estudios primarios.